# 플랑크 단위계
플랑크 단위계는 물리학의 측정의 단위이며 아래에 나열된 다섯 개의 보편적 물리 상수들을 통해서 정의된다. 플랑크 단위는 물리학 법칙에서 나타나는 특정 대수적 표현을 단순화한다. 이 단위계는 1899년에 막스 플랑크가 처음 제안하였으며 자연 단위계로 알려졌는데, 인간과 무관한 자연의 특성으로만 정의되기 때문이다. 플랑크 단위는 자연 단위계의 한 종류이지만 특정한 입자나 물체에 기반을 두지 않고 자유 공간의 특성에만 종속되는 것으로써 다른 것들과 구별된다.
| 상수               | 기호                                                                                                 | 차원          |
| ------------------ | --- | ------------- |
| 진공에서 빛의 속도 | {\displaystyle {c}\ }                                                                                | L T −1        |
| 중력 상수          | {\displaystyle {G}\ }                                                                                | M−1L3T −2     |
| 디랙 상수          | {\displaystyle \hbar ={\frac {h}{2\pi }}} ( {\displaystyle {h}\ }는 플랑크 상수)                     | ML2T −1       |
| 쿨롱 힘 상수       | {\displaystyle {\frac {1}{4\pi \epsilon _{0}}}} ( {\displaystyle {\epsilon _{0}}\ }는 진공의 유전율) | Q−2 M L3 T −2 |
| 볼츠만 상수        | {\displaystyle {k}\ }                                                                                | ML2T −2Θ−1    |

## 고에너지물리학에서의 이용
고에너지이론물리학에서는 보통 빛의 속도 {\displaystyle c}와 디랙 상수 {\displaystyle \hbar }를 1로 잡고, 이를 자연단위계라고 부른다.
이론 물리학자들의 자연단위계 표기법은, 빛의 속도와 디랙 상수가 단위차원을 갖지 않는 1이라는 수라고 간주한다. 이럴 경우, 빛의 속도와 디랙 상수는, 1 미터를 몇 야드로 환산하는 것 같이, 같은 차원의 서로 다른 단위계를 환산해주는 역할을 한다. 빛의 속도를 무차원의 1이라는 수라고 볼 경우, 시간과 공간의 단위차원은 서로 다른 차원이 아니다. 즉, 열을 에너지의 단위로 셀 수 있는 것처럼, 시간을 공간과 같은 단위로 셀 수 있고, 반대의 경우도 가능하다. 마찬가지로 질량과 에너지의 단위차원도 같으며, 질량을 에너지의 단위로 셀 수 있다. 디랙 상수를 무차원의 1이라는 수라고 간주할 경우, 시간은 에너지의 역수 차원을 갖는다. 즉, 시간도 에너지단위의 역수로 셀 수 있다.
보통 고에너지물리학에서는 빛의 속도와 디랙 상수, 볼츠만 상수를 무차원의 1로 놓고, 질량, 시간, 공간, 온도 모두 에너지의 단위나 에너지 단위의 역수로 센다. 여기서 에너지는 보통 전자볼트를 사용한다.

## 같이 보기
- 차원 해석
- 영점 에너지